# Iglesia de San Adrián al Foro
La iglesia de san Adrián al Foro (en italiano, Sant'Adriano al Foro, «San Adrián en el Foro») fue una iglesia en Roma, anteriormente en la Curia Julia del Foro Romano y una iglesia titular con un cardenal diácono. 

## La iglesia

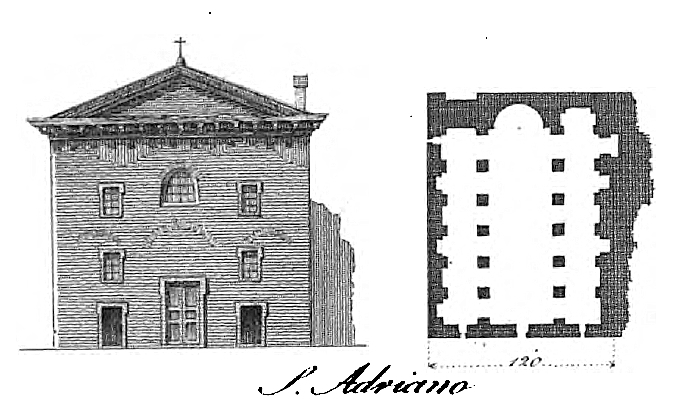
Planta de San Adrián

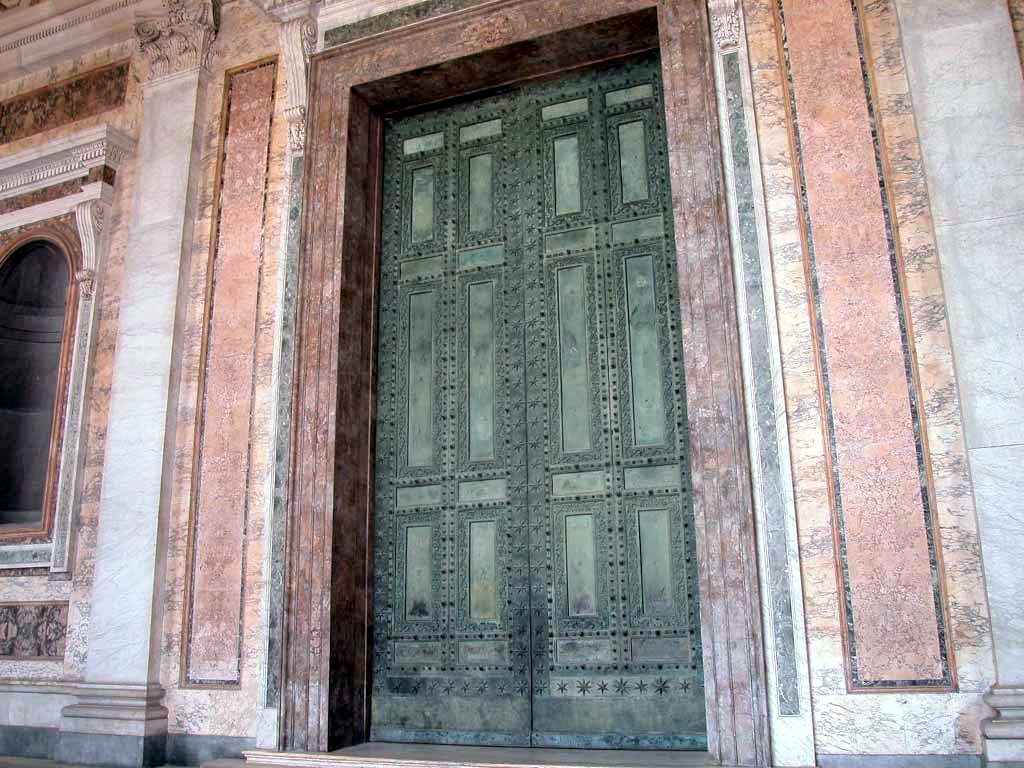
Puertas de San Adrián/Casa del Senado

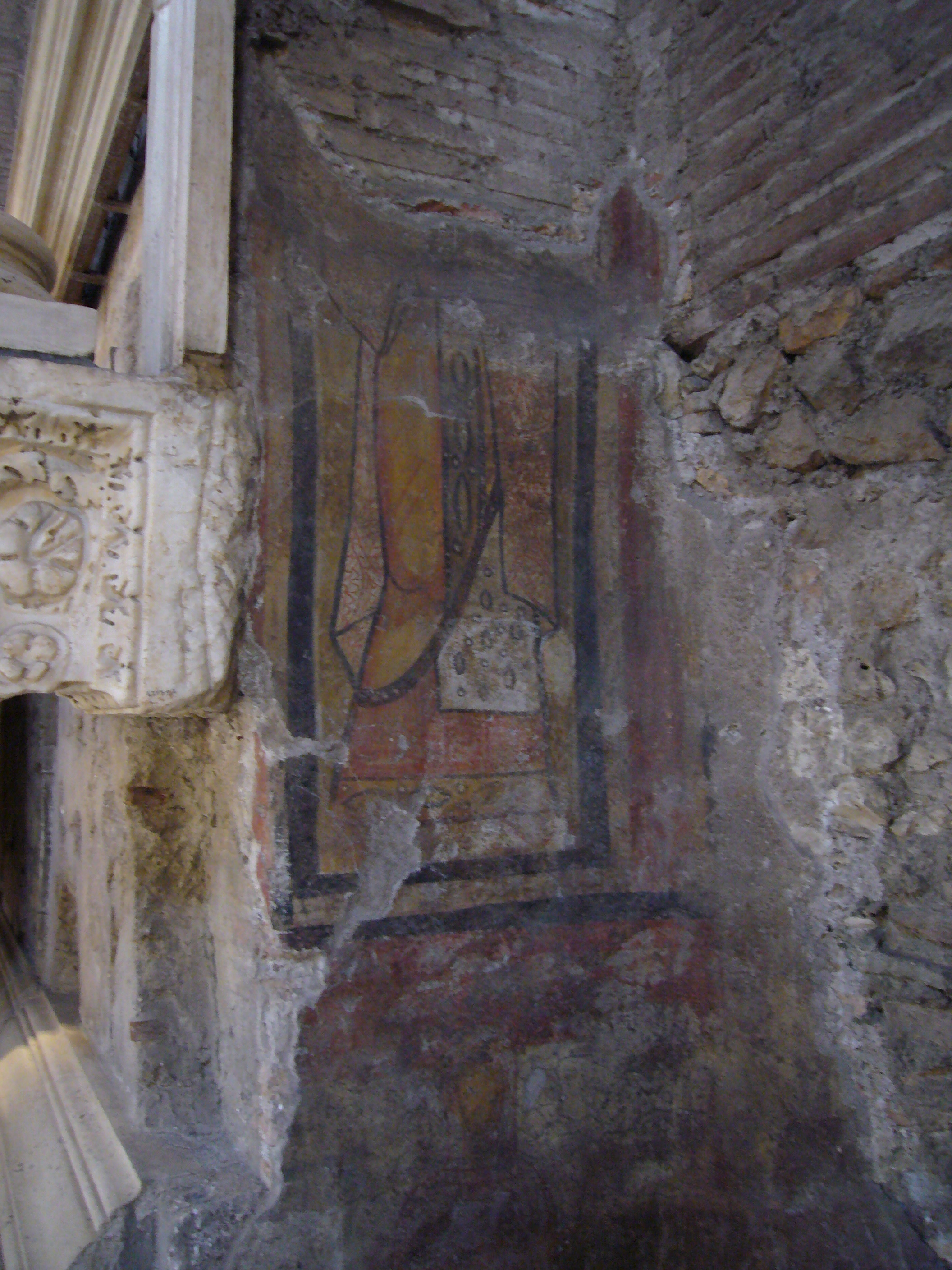
Restos de un fresco

La iglesia de san Adrián en el Foro fue una conversión de la Curia Julia, que había albergado el Senado de la Antigua Roma, por el papa Honorio I en 630. 
El final del siglo VI, principios del VII, marcan para Roma un período de profunda decadencia. La curia había sido abandonada hasta que Honorio decidió erigir allí la iglesia. 
Su nombre se refiere al mártir Adriano de Nicomedia. Aún se ven pinturas en una capilla lateral que representa escenas de la vida de san Adrián; hay también algunas pinturas bizantinas. Fue diseñada por el papa Sergio I (687-701) como punto de arranque para las letanías durante ciertas procesiones en fechas litúrgicas de la Virgen María, la Presentación en el Templo, la Anunciación, la Asunción y la Natividad. El papa Gregorio IX hizo cambios sustanciales al edificio en 1228. En el siglo XVII sus grandes puertas de bronce fueron trasladadas por orden del papa Alejandro VII para adornar el portal principal de la Archibasílica de San Juan de Letrán.

### Reconstrucción como Curia Julia
Su estructura se modificó múltiples veces antes de ser deconsagrada en los años treinta para recuperar la estructura antigua del edificio. A ambos lados de la entrada hay nichos que se corresponden con enterramientos medievales. La pintura de la Sagrada Familia de la escuela de Rafael fue trasladada a la iglesia de Santa María y Mercedes, y el nombre de San Adrián se añadió.

## Diaconato cardenal
Fue establecido en el año 734 como Diaconato Cardenal de S. Adriano al Foro.
El título se suprimió el 25 de enero de 1946, para establecer el Diaconato Cardenal de S. Paolo alla Regola.

### Cardenales diáconos
Los siguientes Cardenales han sido cardenales diáconos de este Diaconato, excepto en especiales circunstancias, que están señalados en itálicas.
- Beato Berardo dei Marsi (1099 – 1100)
- Matthaeus ( - 1127/1128) (promovido a Cardenal Sacerdote de S. Pietro in Vincoli)
- Pierre (1127.12 – 1130), más tarde Pseudocardenal sacerdote de S. Eusebio (1130 – ¿fallecido en 1130?)
- Guido (1130 – 1138?)
- Germano (1130.03.29 – ?), pseudocardenal creado por el antipapa Anacleto II
- Ubaldo (1138 – 1141?)
- Gilberto [Ghilibertus] (1141 – 1143.12.17)
- Giovanni Paparoni (1143.12.17 – 1151.03.02)
- Alberto di Morra (1155.12 – 1158), más tarde papa Gregorio VIII
- Cinzio Papareschi (1158.02 – 1178.09)
- Eutichio (1178.09.22 – 1178?)
- Rainier (1178.09.22 – 1182.08)
- Gerardo (1182 – 1208)
- Angelo (1212.02.18 – 1215.11.29)
- Stefano de Normandis dei Conti (1216 – 1228)
- Goffredo da Trani (1244.05.28 – 1245)
- Ottobono de Fieschi (1251.12 – 1276.07.11), más tarde el papa Adriano V
- Napoleone Orsini (1288.05.16 – 1342.03.23)
- Rinaldo Orsini (1350.12.17 – 1374.06.06)
- Gentile di Sangro (1378.09.18 – 1385.12)
- Ludovico Fieschi (1385.01 – 1423.04.03)
- Bonifacio Ammannati (1397.12.21 – fallecido 1399.07.19), pseudocardinal creado por el antipapa Benedicto XIII
- Hugues de Lusignan (1426.05.27 – 1431.03.11)
- Stefano Nardini (1473.05.07 – 1476), Cardenal Sacerdote pro hac vice
- Juan de Aragón (1477.12.12 – 1480.01.14); promovido Cardenal sacerdote pro hac vice (1480.01.14 – 1483.09.10)
- Cardenal Giovanni Conti (1485.10.18 – 1489.03.09 in commendam, mientras que el Cardenal Sacerdote de Ss. Nereo ed Achilleo (1483.11.15 – 1489.03.09)
- Pierre d'Aubusson (1489.03.23 – 1503.07.03)
- François Guillaume de Castelnau de Clermont-Lodève (1503.12.06 – 1509.05.02), in commendam (1509.05.02 – 1511.03.17)
- Bandinello Sauli (1511.03.17 – 1511.10.24)
- Agostino Trivulzio (1517.07.06 – 1537.08.17); in commendam 1537.08.17 – 1537.09.06 mientras transferido como Cardenal Diácono de S. Eustachio (1537.08.17 – 1537.09.06), finalmente de nuevo Cardenal Diácono de S. Adriano al Foro (1537.09.06 – 1548.03.30)
- Jean du Bellay (1548.04.09 – 1549.02.25), Cardenal Sacerdote pro hac vice
- Odet de Coligny de Châtillon (1549.02.25 – 1563.03.31), se convirtió en protestante, y abandonó el Cardenalato y su diaconato.
- Innico d’Avalos d’ Aragona, Orden Militar de Santiago de la Espada (O.S.), (1563.07.30 – 1565.01.19); promovido Cardenal Sacerdote pro hac vice (1480.01.14 – 1483.09.10)
- Fulvio Giulio della Corgna, (O.B.E.) (1567.03.03 – 1574.05.05, Cardenal Sacerdote pro hac vice
- Prospero Santacroce (1574.05.05 – 1583.03.04), Cardenal sacerdote pro hac vice
- Andrés Báthory (1584.07.23 – 1587.01.07)
- Girolamo Mattei (1587.01.14 – 1587.04.20)
- Agostino Cusani (1589.01.09 – 1591.01.14)
- Odoardo Farnese (1591.11.20 – 1595.06.12)
- Francesco Mantica (1596.06.21 – 1597.01.24)
- Giovanni Battista Deti (1599.03.17 – 1599.12.15)
- Alessandro d’Este (1600.04.17 – 1600.11.15)
- Giovanni Doria (1605.12.05 – 1623.10.02)
- Louis de Nogaret de La Valette (1623.11.20 – 1639.09.27)
- Achille d’Estampes de Valençay (1644.05.02 – 1646.06.27)
- Francesco Maidalchini (1647.12.16 – 1653.05.05)
- Decio Azzolini (1654.03.23 – 1668.03.12)
- Carlo Cerri (1670.05.19 – 1690.05.14)
- Giovanni Francesco Albani (1690.05.22 – 1700.03.30) (más tarde papa Clemente XI)
- Pietro Priuli (1706.06.25 – 1720.05.06)
- Alessandro Albani (1721.09.24 – 1722.09.23)
- Giulio Alberoni (1724.06.12 – 1728.09.20)
- Neri Maria Corsini (1731.01.08 – 1737.05.06)
- Marcellino Corio (1739.09.30 – 1742.02.20)
- Girolamo De Bardi (1743.09.23 – 1753.05.28)
- Giovanni Francesco Banchieri (1753.12.10 – 1763.10.18)
- Enea Silvio Piccolomini (1766.12.01 – 1768.11.18)
- Carlo Livizzani Forni (1785.04.11 – 1794.02.21)
- Luigi Gazzoli (1803.09.26 – 1809.01.23)
- Lorenzo Prospero Bottini (1817.11.15 – 1818.08.11)
- Cesare Guerrieri Gonzaga (1819.12.17 – 1832.02.05)
- Giuseppe Ugolini (1838.09.13 – 1855.12.17)
- Camillo Mazzella, Jesuita (S.J.- (1886.06.10 – 1896.06.22)
- José de Calasanz Vives y Tutó, O.F.M. Cap. (1899.06.22 – 1913.09.07)
- Evaristo Lucidi (1923.12.23 – 1929.03.31)